# Tossal de Maçaners
El Tossal de Maçaners és una muntanya de 1.698 metres que es troba al municipi de Saldes, a la comarca catalana del Berguedà.